# Kim Yeongyeon
Kim Yeongyeon (Koreanska: 김연견), född 1 december 1993 i Daegu, är en sydkoreansk professionell damvolleybollspelare. Sedan 2011 spelar hon för laget Suwon Hyundai Engineering & Construction Hillstate i sydkoranska V-League. Sedan 2017 representerar hon också Sydkoreas damlandslag i volleyboll. Kim Yeongyeon spelar som libero och har tröjnummer 19.

## Klubblagskarriär
Suwon Hyundai Engineering & Construction Hillstate (2014-)
- V-League

Vinnare (1): 2015–16
- KOVO Cup

Vinnare (3): 2014, 2019, 2021

## Landslagskarriär
Sydkoreas damlandslag i volleyboll (2017-)